# CCP Games
CCP Games è una società islandese di sviluppo di videogiochi fondata nel 1997 .
La CCP Games è principalmente conosciuta per aver sviluppato il videogioco online EVE Online che è stato pubblicato nel 2003 e da allora è stato mantenuto.
Novator Partners e General Catalyst avevano precedentemente posseduto collettivamente una partecipazione di maggioranza nella società e, nel settembre 2018, CCP è stata acquisita dall'editore di videogiochi sudcoreano Pearl Abyss per $ 425 milioni.

## Storia

### Nei primi anni
CCP Games è stata fondata nel giugno 1997 da Reynir Harðarson, Þórólfur Beck Kristjónsson e Ívar Kristjánsson allo scopo di creare MMORPG. Il nome "CCP" è l'abbreviazione di (Crowd Control Productions). Per finanziare lo sviluppo iniziale di EVE Online, CCP Games ha sviluppato e pubblicato un gioco da tavolo, chiamato Hættuspil ("Danger Game"). Il gioco ha venduto oltre 10 000 copie alle 80 000 famiglie islandesi. Nell'aprile 2000 la società, con Sigurður Arnljótsson come CEO, ha raccolto $ 2,6 milioni, attraverso un'offerta chiusa organizzata da Kaupthing Bank, da investitori privati in Islanda, tra cui la compagnia telefonica islandese Síminn. È stato con la compagnia dal 1999 al 2002, durante il quale la società ha raccolto due round di finanziamenti e si è assicurata un contratto con l'editore Simon & Schuster. Circa la metà dei 21 dipendenti iniziali proveniva dalla società islandese dot-com OZ Interactive.

### Acquisizione di White Wolf Publishing e CCP North America
L'11 novembre 2006, è stato annunciato che CCP Games aveva stipulato un accordo di fusione con White Wolf Publishing. Con l'unione, la società combinata ha pianificato di produrre "i giochi più innovativi del settore sfruttando sia i sistemi online che offline". Mentre CCP Games cercava di creare giochi online basati sulle proprietà di White Wolf Publishing, White Wolf Publishing avrebbe a sua volta creato giochi di carte basati su Eve Online. Il 3 ottobre 2007, CCP Games ha annunciato che CCP North America, una nuova filiale focalizzata sui videogiochi, sarebbe stata installata nella sede di Stone Mountain, Georgia, della White Wolf Publishing, il 12 ottobre, assumendo 100 sviluppatori. Il presidente della White Wolf Publishing Mike Tinney è stato inoltre promosso capo del CCP North America. Nel febbraio 2011, CCP Games ha annunciato l'intenzione di espandere la posizione dalle attuali 150 posizioni a 300, e di spostare lo studio in nuovi alloggi a Decatur, in Georgia. Tuttavia, quando i Giochi del PCC lasciarono andare il 20% del loro personale in tutto il mondo, la maggior parte di questi licenziamenti avvenne nel Nord America del CCP. Il 27 febbraio 2012, Tinney ha dichiarato di essersi allontanato da entrambe le operazioni per concentrarsi sulla sua nuova startup di gioco e salute, UtiliFIT. Nel dicembre 2013, altre 15 persone del team di sviluppo di World of Darkness Online sono state lasciate andare.
White Wolf Publishing è stata acquisita da Paradox Interactive il 29 ottobre 2015. L'accordo comprendeva una somma non dichiarata in contanti per CCP Games e le attività della White Wolf Publishing, la loro proprietà intellettuale e i diritti di World of Darkness Online per Paradox Interactive.

### Ristrutturazione (2011-2017)

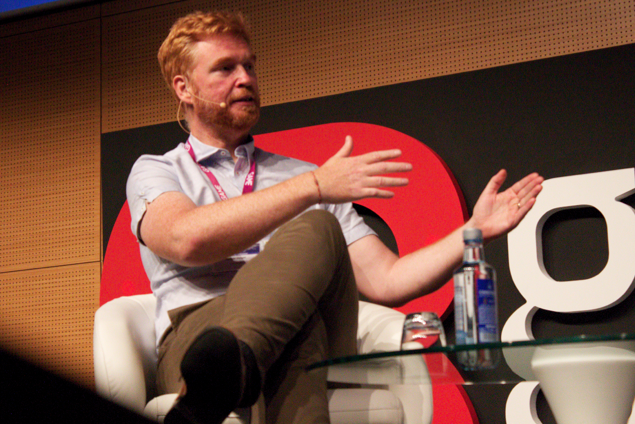
Hilmar Veigar Pétursson, CEO di CCP, nel 2017.

Alla fine del 2011 CCP Games ha rilasciato un annuncio alla sua comunità ammettendo di aver fatto un errore rilasciando l'espansione Incarna nella sua attuale fase di sviluppo. Sulla scia dell'espansione di Incarna e in seguito a una protesta di massa da parte dei giocatori di EVE Online, CCP Games ha annunciato di aver deciso di dare priorità e spostare la propria attenzione dal MMO World of Darkness ai prodotti EVE-Universe, EVE Online e Dust 514.
La ristrutturazione ha comportato licenziamenti del 20% del personale di CCP Games in tutto il mondo. La maggior parte di questi licenziamenti ha interessato l'ufficio di Atlanta, negli Stati Uniti, ma ha interessato anche diverse posizioni nel quartier generale del CCP a Reykjavík, in Islanda. Anche se dopo un considerevole ridimensionamento, CCP Games afferma che EVE Online e il suo sviluppo sono più forti che mai e che la società continuerà a crescere. CCP Games ha confermato di essersi allontanato dal progetto Incarna / Ambulation per concentrarsi sulle meccaniche di gioco principali e che Incarna potrebbe essere rivisitato ulteriormente lungo la linea.
Nell'ottobre 2011, a seguito di una grande controversia sull'introduzione di microtransazioni nel gioco EVE Online, CCP Games ha annunciato che avrebbe ridotto il suo staff. Come affermato in un comunicato stampa di CCP Games, i licenziamenti hanno interessato circa il 20% di tutti i lavori in tutto il mondo all'interno di CCP Games, la maggior parte nel loro ufficio di Atlanta. Questi licenziamenti riguardavano principalmente il personale legato allo sviluppo di World of Darkness Online.
Il 28 agosto 2014, CCP Games ha chiuso il suo studio di San Francisco per concentrare i propri sforzi su EVE Online. Allo stesso tempo, il direttore finanziario Joe Gallo e il CMO David Reid si sono dimessi. A partire dal 2015, nessuno dei fondatori originali di CCP Games faceva ancora con l'azienda.
Il 30 ottobre 2017, CCP Games ha annunciato che avrebbe chiuso il suo studio di Atlanta e venduto il suo studio di Newcastle, colpendo circa 100 dipendenti. Ha annunciato che avrebbe spostato la sua attenzione dallo sviluppo della realtà virtuale allo sviluppo di giochi per PC e dispositivi mobili.

### Acquisizione di Pearl Abyss (2018-oggi)
Pearl Abyss, l'editore sudcoreano di Black Desert Online, ha annunciato il 6 settembre 2018 di aver accettato di acquisire i giochi CCP per circa 425 milioni di dollari. Gli studi di sviluppo di CCP a Reykjavík, Londra e Shanghai continuerebbero con CCP Games, mentre le funzioni di pubblicazione e marketing di CCP sarebbero integrate con Pearl Abyss. All'epoca, CCP Games contava 250 dipendenti in tre studi di sviluppo.